# Suçães
Suçães ist eine Gemeinde (Freguesia) im portugiesischen Kreis Mirandela. In ihr leben 507 Einwohner (Stand 19. April 2021).